# Banhua
Banhua (en chinois : 版画) est le terme générique chinois pour les objets d'art imprimés, et en particulier pour ceux qui ont été réalisés au moyen de l'impression au bloc de bois, expression utilisée pour désigner les xylographies provenant d'Asie de l'Est.

## Définition
La traduction directe de Banhua est « image imprimée » ; il s'agit d'un terme générique désignant les estampes originales ou la gravure en tant que forme d'art. Banhua est composé de deux caractères : ban (版, signifiant « bloc ») et hua (画, signifiant « image »). La signification de Banhua ne se limite pas aux estampes de style chinois.

## Histoire
Lorsque les premières impressions font leur apparition dans la Chine du IIIe siècle, les artistes commencent à utiliser l'impression au bloc de bois ou d'autres méthodes pour diffuser leurs œuvres. Les classiques bouddhistes, les illustrations originales de textes et les billets de banque sont parmi les premiers ouvrages publics à être imprimés en Chine.
À partir du XVIIe siècle, les estampes d'images du Nouvel an chinois (en) deviennent populaires.

Œuvres de banhua
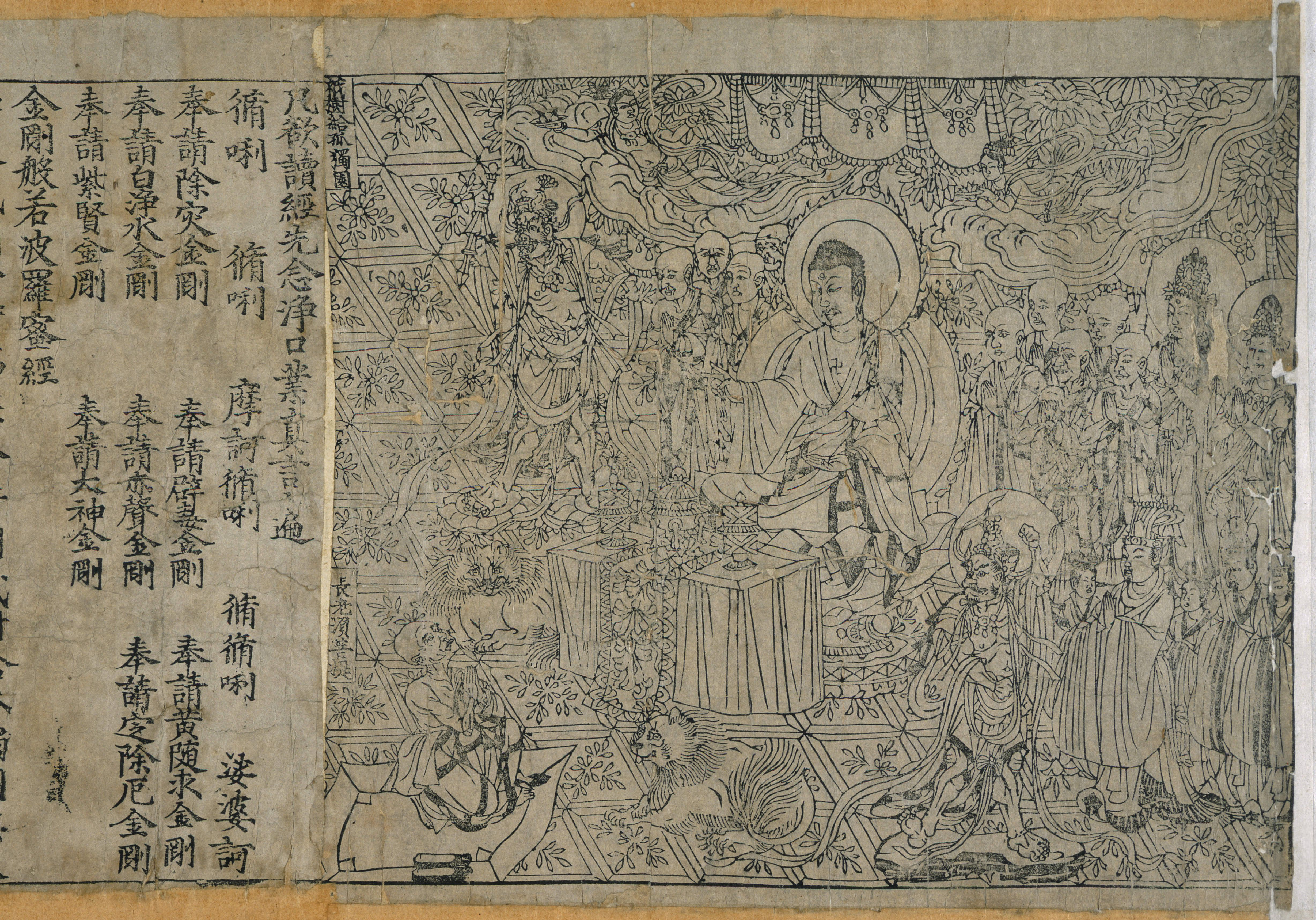
Le frontispice complexe du soutra du Diamant de la dynastie Tang en Chine, 868 après J.-C. (British Museum)
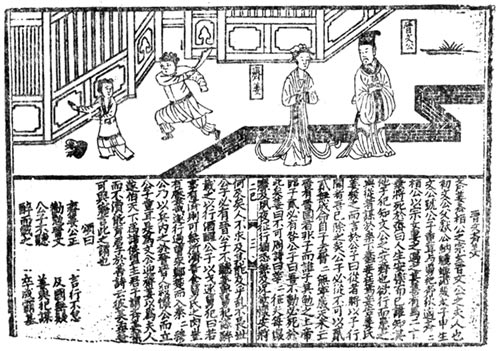
Estampe du XIe siècle du Lienü zhuan.
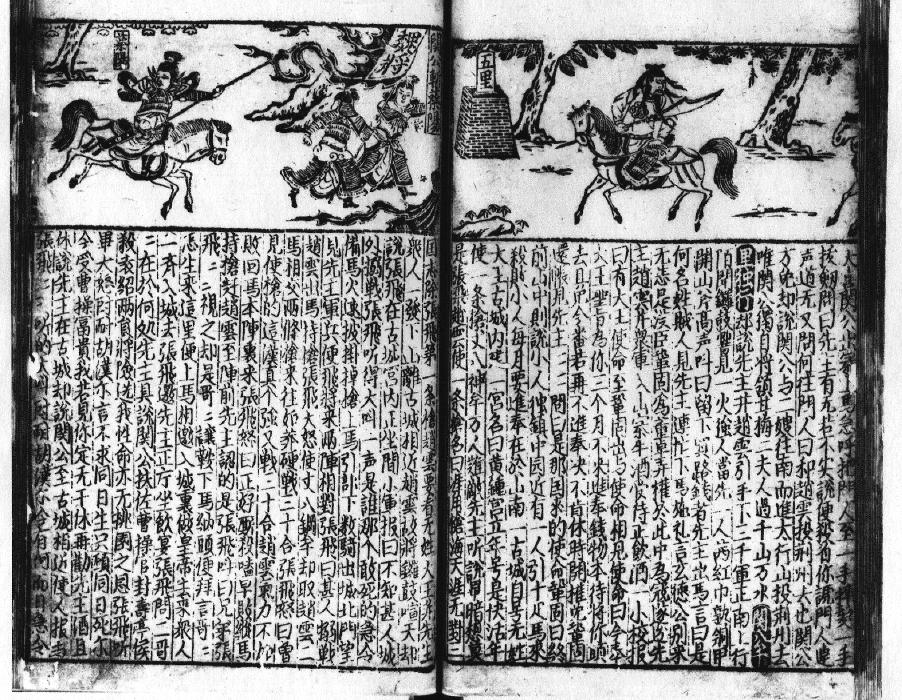
Estampe du XIVe siècle tirée du Sanguozhi Pinghua.